# إيغور لازيتش
إيغور لازيتش هو لاعب كرة قدم بوسني في مركز الوسط، ولد في 8 أغسطس 1967 في سراييفو في البوسنة والهرسك. شارك مع منتخب يوغوسلافيا لكرة القدم. أما مع النوادي، فقد لعب مع إنيرجي كوتبوس ودينامو درسدن ولوكوموتيف لايبزيغ ونادي ساراييفو ونادي سانت غالن ونادي غرونوبل.

## وصلات خارجية
- إيغور لازيتش على موقع قاعدة بيانات كرة القدم.إي يو (الإنجليزية)
- إيغور لازيتش على موقع بيانات كرة القدم. دي إي (الألمانية)
- إيغور لازيتش على موقع عالم كرة القدم.نت (الإنجليزية)